# 1881 na música

## Nascimentos
| Data         | Nome          | Profissão  | Nacionalidade | Observações | Ref |
| ------------ | ------------- | ---------- | ------------- | ----------- | --- |
| 25 de Março  | Béla Bartók   | compositor | Hungria       | m. 1945     |     |
| 19 de Agosto | George Enescu | compositor | Roménia       | m. 1955     |     |

## Mortes
| Data        | Nome               | Profissão               | Nacionalidade | Observações | Ref |
| ----------- | ------------------ | ----------------------- | ------------- | ----------- | --- |
| 23 de Março | Nikolai Rubinstein | pianista e compositor   | Rússia        | n. 1835     |     |
| 28 de Março | Modest Mussorgsky  | compositor              | Rússia        | n. 1839     |     |
| 6 de Junho  | Henri Vieuxtemps   | compositor e violinista | Bélgica       | n. 1830     |     |